# Pichu Pichu
Pichu Pichu är en vulkan i södra Peru i Arequipa. Den är mycket eroderad, och bildas av sju toppar, av vilka el Coronado är den viktigaste och högsta. Vid denna kan man se en ceremoniell platå, på vilken inkafolket verkställde sina offer. Vulkanen ligger öster om staden Arequipa, på ett avstånd av 32 km fågelvägen. Högsta toppen har en höjd av 5664 m ö.h., och den topp som är lättast att bestiga har en höjd av 5515 m ö.h..
Under några expeditioner under ledning av arkeologerna José Antonio Chávez och Johan Reinhard fann man nära toppen tre mumier från inkatiden. En av dessa finns nu utställd på det arkeologiska museet José María Morante vid Universidad Nacional de San Agustín i Arequipa, under namnet ”Mumien från Pichu Pichu”.

## Legender om vulkanens ursprung

### Den sovande mannen
Uppkomsten av denna vulkan förklaras av olika legender. I en av dessa berättar man om en krigare som gjorde uppror mot Inkan, för vilket han förföljdes. Desperat försökte han fly via vägen som går till Balneario de Jesús, men blev trött och föll i sömn i skymningen vid foten av ett berg. När han vaknade i gryningen straffades han för sitt uppror av Solen, som dömde honom till evig sömn. Därför ser denna vulkan på långt håll ut som en sovande man.